# Elizabeth Gilbert
Elizabeth M. Gilbert (Waterbury, Connecticut, 18 de julio de 1969) es una escritora estadounidense que ha escrito novelas, ensayos, historias cortas, biografías y memorias.

## Biografía
Hija de un ingeniero químico y una enfermera, creció junto a su hermana Catherine Gilbert Murdock en una granja dedicada a la plantación de árboles de Navidad en Lichtfield (Connecticut). La familia vivió en el campo sin televisión ni tocadiscos, por lo que todos los miembros leían mucho y escribían pequeñas historias y obras de teatro para divertirse.
Asistió a la NYU, donde se graduó en 1991 con un doctorado en ciencias políticas. A partir de entonces llevó una vida medianamente vagabunda: fue cocinera, camarera y cadete en una revista con el fin de escribir sobre dichas experiencias. Por ejemplo, su etapa como cocinera dio pie a varias historias cortas y a su libro El último hombre americano.
No tiene hijos por elección.

### Periodista
Esquire publicó su cuento Peregrinos en 1993, bajo el título El debut de una escritora norteamericana. Fue la primera escritora de cuentos inéditos en debutar en Esquire desde Norman Mailer. Esto la llevó a un trabajo estable como periodista para una variedad de revistas como SPIN Magazine, GQ, New York Times Magazine, Allure, Real Simple y Travel + Leisure.
Su artículo de 1997 de la revista GQ, The Muse of the Coyote Ugly Saloon, basado en anécdotas mientras trabajaba de camarera en Manhattan, sirvieron como guía para la película Bar Coyote. Recibió una nominación para el Premio Nacional del Libro por la no ficción The Ghost, un perfil de Hank Williams III publicado por GQ en 2000, que fue incluido en Best American Magazine Writing en 2001.

### Libros
Su primer libro, Pilgrims (Houghton-Mifflin 1997), una colección de historias cortas, recibió el premio Pushcart y fue finalista del PEN / Hemingway Award. Esto fue seguido por su novela Stern Men (Houghton-Mifflin, 2000), seleccionada por The New York Times como "Notable Book".
En 2006 publicó Eat, Pray, Love: One Woman's Search for Everything Across Italy, India e Indonesia con la editorial Viking, una crónica anual de la autora acerca de la exploración espiritual y personal, realizada mientras viajaba por el extranjero. El libro estaba en la lista del New York Times best seller de no-ficción en la primavera de 2006, y en octubre de 2008, después de 88 semanas, el libro todavía estaba en el puesto número 2. Posteriormente apareció en el Oprah Winfrey Show. Los derechos del libro han sido adquiridos por Columbia Pictures, y se programó la filmación del mismo, con Julia Roberts como actriz protagónica. La película, Come, reza, ama en español, se estrenó en agosto de 2010 con una aceptación variante.
En 2013 escribió The Signature of All Things, es español La firma de todas las cosas. Alcanzando el puesto número 5 de los 10 mejores libros de ficción del año 2013 según la revista Times.
En 2015, Gilbert publicó Libera tu Magia: Una vida creativa más allá del miedo, un libro de autoayuda que brinda instrucciones sobre cómo vivir una vida tan creativa como la de ella. Los consejos dados se enfocan en superar las dudas sobre uno mismo, evitar el perfeccionismo y establecer la agenda, entre otros temas.

### Historias cortas
- Pilgrims, (1997) (Pushcart Prize, finalista del PEN/Hemingway Award)

### Novelas
- Stern Men (2000)
- The Signature of All Things (La firma de todas las cosas) (2013)

### Biografía
- The Last American Man (2002) (finalista del National Book Award and National Book Critic's Circle Award)

### Memorias
- Comer, Rezar, Amar (Aguilar, 2007)
- No necesito lo fácil ahora pero tampoco lo difícil (Aguilar, 2007)
- A veces, perder el equilibrio por amor es parte de vivir una vida equilibrada (L.V.B.A.2010)
- Comprometida (A.B.F. 2010)
- Trabaja la mente, es algo que deberías de controlar, porque si no puedes controlar tus pensamientos estarás en problemas por siempre (L.V.B.A.2010)
- Es importante saber dónde estás en cada momento; el encuentro de cielo y tierra; no demasiado dios, no demasiado egoísta; si pierdes equilibrio, pierdes tu ser (A.B.F. 2010)

### Como colaboradora
- The KGB Bar Reader: Buckle Bunnies (1998)
- Why I Write: Thoughts on the Craft of Fiction (1999)
- A Writer's Workbook: Daily Exercises for the Writing Life (prólogo) (2000)
- The Best American Magazine Writing 2001: The Ghost (2001)

### Autoayuda
- Libera Tu Magia (2015)